# Escultures rupestres de Dazu
Les escultures rupestres de Dazu, situades al comtat de Dazu prop de la ciutat xinesa de Chongqing, a la província de Sichuan, formen una sèrie d'excepcionals escultures religioses, datades principalment del segle VII al XIV, construïdes entre finals de la dinastia Tang i principis de la dinastia Song. Van ser declarades Patrimoni de la Humanitat per la Unesco l'any 1999. El complex gaudeix d'una reputació comparable a les quatre grutes més importants de la Xina: les grutes de Mogao, les grutes de Yuangang, les grutes de Longmen i les grutes de Maijishan.

## Història i context
La província de Sichuan és coneguda com la llar d’un enorme tresor d’escultures religioses en pedra que varien des de finals del període de les dinasties Meridionals i Septentrionals fins a la dinastia Qing, un lapse que cobreix aproximadament 1400 anys. Les talles es troben disperses en més de 100 llocs a tota la província, essent les concentracions més grans prop de l’àrea sud i sud-est de Chengdu i a l'est als comtats a mig camí entre la capital provincial i Chongqing.
La persecució budista de l’any 845, que va arrasar amb la gran majoria de les propietats d'aquesta comunitat a la Xina, ha estat considerada durant molt temps com el punt d'inflexió en l'art budista xinès i es creu el moment decisiu que va iniciar el descens del budisme a la Xina. La producció artística budista al període posterior a la persecució, considerada per molts estudiosos com una mera ombra del seu passat gloriós, ha merescut poca atenció històrica. La següent dinastia Song serà un temps de reagrupament, reavaluació i enyorança per les glòries i temps passats, més pacífics. La producció artística budista durant aquest període no va cessar, però ja no es considerava “art superior". Alguns erudits fins i tot han arribat a etiquetar el budisme practicat al segle XII com "una religió popular amb poca profunditat i molt ritual". Si l’art budista posterior és considerat inferior, l’art produït a les perifèries del regne també serà vist amb escepticisme, considerat d’una qualitat menor. L'estudi de les escultures religioses de la província perifèrica de Sichuan, el descobriment d’una gran quantitat de talles d’alta qualitat de la dinastia Song i la riquesa de noves tipologies iconogràfiques, han desafiat la noció comunament acceptada de que l’art budista xinès posterior és inferior a les escultures produïdes durant la dinastia Tang.
El comtat de Dazu cobreix 1400 kilometres² al nord-est de Chongqing, a la carretera cap a Chengdu. Durant la dinastia Song, aquesta àrea de la plana de Chengdu fou considerada una de les regions més riques de la Xina. Les primeres escultures es van iniciar l'any 650 dC durant el començament del dinastia Tang, però el període principal de la seva creació va començar a la fi del segle novè, quan Wei Junjing, prefecte de Changzhou, va ser pioner en les talles en Muntanya Beishan, i el seu exemple va ser seguit després de la caiguda de la dinastia Tang pels monjos i monges locals i l'alta burgesia, i la gent comuna durant el període de les Cinc dinasties i Deu regnes (907 aC-65 dC). Al segle xii, durant la dinastia Song, un monjo budista anomenat Zhao Zhifeng va començar a treballar en les elaborades escultures i talles a la muntanya Baoding, dedicant 70 anys de la seva vida al projecte.
A més del gran complex de Dazu, a la Xina existeixen altres conjunts monumentals amb estàtues tallades a les roques de muntanyes o coves. Les seves figures tenen origen en la propagació del budisme al país als voltants del segle iii aC, que portà també l'art de l’antiga Índia i la seva tradició de treballar la roca. Aquestes tècniques, denominades Gandhara, i influenciades per l'escultura grega que Alexandre el Gran va difondre per l'Àsia central durant el segle iv aC, foren assimilades pels artistes xinesos, essent entre els segles IV i V el primer període d’auge d’aquesta tipologia monumental al nord de l'extensió territorial que coneixem com a la Xina.

### Actualitat
Fora de l'abast dels visitants durant molts anys, les talles es van obrir als viatgers xinesos l'any 1961 i als visitants estrangers a l'any 1980. Fins a 1975, només hi havia un camí fangós entre la ciutat de Dazu i el principal grup de talles. L'aïllament va ajudar a mantenir l'art il·lès durant el vandalisme anti- religiós massiu de la Revolució Cultural. De la mateixa manera, aquest complex ha mantingut les característiques originals de l’època de realització, ja que no ha sofert danys per part de l’home ni tampoc destruccions per causes naturals; la preservació i la cura del patrimoni s'han adherit al principi de “conservar la condició històrica”, pel que s'han mantingut l’autenticitat del disseny, els materials, la tecnologia i el disseny dels gravats rupestres. Al dedicar esforços a la protecció de les estàtues, també s'ha prestat atenció a la protecció del seu entorn, tant natural com cultural.
El lloc de Baoding Shan ha experimentat un creixement considerable en l'última dècada, amb la construcció d'una nova carretera a Dazu des de Chongqing per accelerar l'accés i la construcció de nous edificis i carreteres a la muntanya Boading. L’interès en el complex també ha augmentat: des d'un tractament mínim del lloc per part d'erudits xinesos en forma d'avaluació arqueològica que es realitza fins a la dècada de 1980, fins a la publicació anual de volums d'assajos. El treball primerenc en llengües occidentals d'H. Sorensen, A. Howard i K. Kucera s'ha vist incrementat des de llavors pel creixent interès entre els acadèmics estrangers provocat pel moviment de Baoding Shan en l'escenari global i la seva posterior adquisició de l'estatut de Patrimoni Mundial. L'Acadèmia de Talles Rupestres de Dazu ara celebra una conferència internacional cada cinc anys per commemorar aquesta fita que reuneix acadèmics de tot el món, l'última de les quals va tenir lloc a la tardor de 2014.

## Descripció
Les més antigues d'aquestes obres daten de l'any 650 però les més destacades van ser realitzades entre el segle ix i el segle xii, període de plena expansió artística de l'escultura rupestre xinesa. En total hi ha 75 espais protegits que alberguen unes 50.000 estàtues, inscripcions i epígrafs formats per més de 100.000 caràcters xinesos.
Aquestes escultures destaquen especialment per la gran riquesa dels subjectes representats, tant els religiosos com els seglars, que formen una síntesi entre el budisme, el taoisme i el confucianisme i fan èmfasi en la coexistència harmoniosa de diferents religions a la Xina; també destaquen per la seva gran escala, qualitat estètica i la seva bona conservació. Les talles combinen principis científics de mecànica, òptica i clarividència i estan adaptades a les formes del terreny, essent una mostra de la reputació de la cort Tang i Song. Ofereixen també una representació de la vida en aquesta època, tant dels prínceps i personatges públics com de la gent modesta.
La riquesa del conjunt monumental és tal que combina imponents figures de metres de grandària amb delicats relleus de tot just uns centímetres, així com milers de caràcters en mandarí amb els ensenyaments recollits als sutres i amb cròniques escrites que constitueixen un incalculable tresor documental.
Un gran nombre de talles i materials històrics escrits dins del lloc mostren els grans canvis i desenvolupament artístic dels temples rupestres i de les creences religioses a la Xina durant els períodes compresos en la seva construcció, des de la carregada decoració de les estàtues Tang fins a l'esveltesa i la proporció de les formes Song, passant per la subtilesa i l’ingeni del període intermedi de les Cinc Dinasties.
De la mateixa manera, les talles rupestres de Dazu han fet una contribució significativa a l'expressió artística a la Xina pel seu realisme i exageració a l'hora de representar els contrastos entre el bé i el mal, la bellesa i la lletjor. En els seus continguts, les escenes tallades reflecteixen la moral i la raó, el càstig dels malfactors, etc., al temps que encoratgen a les persones a fer el bé, controlar els seus desitjos i regular el seu comportament. Els seus dissenys demostren una enginyosa integració d'art, religió, ciència i natura.
A Dazu preval un disseny i ordre prèviament establerts, i les figures, relacionades les unes amb les altres en quadres escènics, no es repeteixen i s'adeqüen perfectament a les característiques naturals i geogràfiques de la zona, demostrant una enginyosa integració d'art, religió, ciència i natura.
Estan repartides en els costats de cinc muntanyes escarpades dels voltants de Dazu:
- Muntanya Bei (Bei Shan): un penya-segat de 300 metres de longitud alberga més 10.000 escultures. Més de la meitat representen temes vinculats al budisme tàntric.
- Muntanya Baoding (Baoding Shan): aquest lloc, situat a la vora d'una gola en forma d'U, alberga dos grups d'escultures considerades com l'apoteosi de l'escultura rupestre xinesa i la culminació en termes d’expressió del budisme tàntric. S'estén per uns 500 metres i comprèn 31 grups de figures que representen temes del budisme tàntric i escenes pastorals i de vida quotidiana. Destaca l' Avalokitesvara dels 1000 braços (en realitat són 1.007).
- Muntanya Nan (Nan Shan): el lloc alberga escultures del segle xii que mostren especialment temes taoistes.
- Muntanya Shizhuan (Shizhuan Shan): aquí es troben escultures de finals del segle xi amb una extensió de 130 metres que representen de manera separada imatges budistes, taoistes i confucianistes.
- Muntanya Shimen (Shimen Shan): en aquest lloc hi ha escultures de la primera meitat del segle xii amb una extensió de 72 metres que representen temes taoistes i budistes.

### Bei Shan
A 1’5 km al nord de la ciutat de Longgang, al comtat de Dazu i amb una altitud de 545’5 metres, la muntanya Bei, abans coneguda com muntanya de Longgang, fou treballada entre els anys 892 i 1162 amb més de 5.000 talles de 7 a 10 metres d’alt, repartides per 290 petites coves i situades en una extensió d’uns 300 metres. La majoria es troben en bon estat de conservació.
Les estàtues que omplen les grutes són diferents entre sí, totes ben proporcionades, naturalistes, tallades amb minuciositats i amb postures elegants. Es troben numerades i dividides en dos seccions: de la número 1 a la 100 pertanyen a la secció sud, que pertany principalment a manufactura de la dinastia Tang i de les Cinc Dinasties, mentre que de la 101 a la 290 se situen en la nord, obres principalment de les dinasties Song del Sud i del Nord. Entre totes les talles, la número 136 és la que més destresa escultòrica mostra del període Song, i aquesta gruta tibetana és el punt culminant de les talles en roca de Beishan.
Les obres de finals de la dinastia Tang són plenes i dignes; de temperament honest i vestimenta senzilla, estan gravades en una línia que flueix. Les obres de les Cinc Dinasties són exquisides i acolorides i els seus vestits van de la simplicitat a allò més complex. Les obres de les dinasties del Sud i del Nord destaquen per les seves característiques nacionals.

### Baoding Shan
És al lloc budista a Chongqing, al nord-est del centre del districte de Dazu, a uns 15 km de la ciutat de Longgang i amb una altitud de 527’8 metres, on es troben les talles en roca dissenyades per Zhao Zhifeng, projecte que començà al 1174 i acabà al 1252, durant la dinastia dels Song del Sud. Zhifeng va dissenyar el lloc com un compendi narratiu dels ensenyaments budistes bàsics i com a testimoni de les obres miraculoses d’un home sant de Sichuan, Liu Benzun (844-907), famós pels seus actes extrems d’ascetisme.
Baoding Shan (traduït com a "Turó del Tresor a la Cima" 宝顶山／ 寶頂山) és un asram del budisme tibetà, que inclou tant obres icòniques a gran escala com intricats quadres narratius; representa una varietat d’escoles de pensament budistes: Huayan, Chan, Terra Pura… Una de les peculiaritats del complex és que les seves estàtues són les úniques que s'han conservat de la desapareguda secta secreta del budisme tàntric, també anomenat Bodhimandala o Vajrayana. Conté una gran quantitat de textos budistes descrits d’una forma més local i secularitzada tallats juntament amb les imatges.
El turó consta de dos parts principals unides per un temple construït al llarg de la muntanya, el Temple Shengshousi (Temple de la longevitat sagaç 圣手寺／ 聖壽寺), on es troben representacions de Budes i Bodhisattves, però també monjos, prínceps, homes de negocis i camperols. La zona més coneguda és la Badia del Buda Gegant (Dafowan 大佛弯／大佛彎) degut a la seva impressionant col·lecció de 31 quadres amb imatges com el parinirvana del Buda històric o Buda Sakyamuni, les 18 histories dels inferns, la Reina del Paó, la Roda de la vida i moltes altres, essent algunes d’elles les versions més grans dels temes budistes representats, com són els casos de les escenes dels inferns i de l'Avalokitesvara o Guanyin de 1000 braços i 1000 ulls. Les obres tallades flueixen d’unes a altres en una narració que dona la il·lusió de ser un pergamí.
Aquesta zona segueix el contorn del paisatge natural, un semicercle rocós format pel riu proper. La diferencia entre aquest complex i altres llocs de grutes a la Xina és la falta de coves o nínxols on generalment s'hi col·loquen les estàtues. Les coves en llocs budistes es consideraven part del procés religiós, ja que eren llocs on el fidel entrava al “món de Buda” i realitzava ritus o feia ofrenes a una icona.
L’altra àrea de Baoding Shan és la Badia del Buda Menor (Xiaofowan 小佛弯／小佛彎), més petita, més amunt i darrera del temple, on alguns erudits han argumentat que es durien a terme rituals d’iniciació. És aquí on es troba la Pagoda del Fundador, una obra tallada en la que es veuen imatges del Maestre laic local de la dinastia Tang, Liu, famós per les seves deu austeritats que aquí es representen. També troben una imatge de Zhao Zhifeng, el monjo al que se li atribueix la creació del complex.
Altres zones inclouen la Sala Vimalakirti, situada al pinacle del cim, i el Pavelló de la Longevitat, ubicat just a sobre de la seqüència de textos i imatges del Oxherding a la Badia del Buda Gegant. Aquesta muntanya representa l’art escultòric més elevat de la Xina.

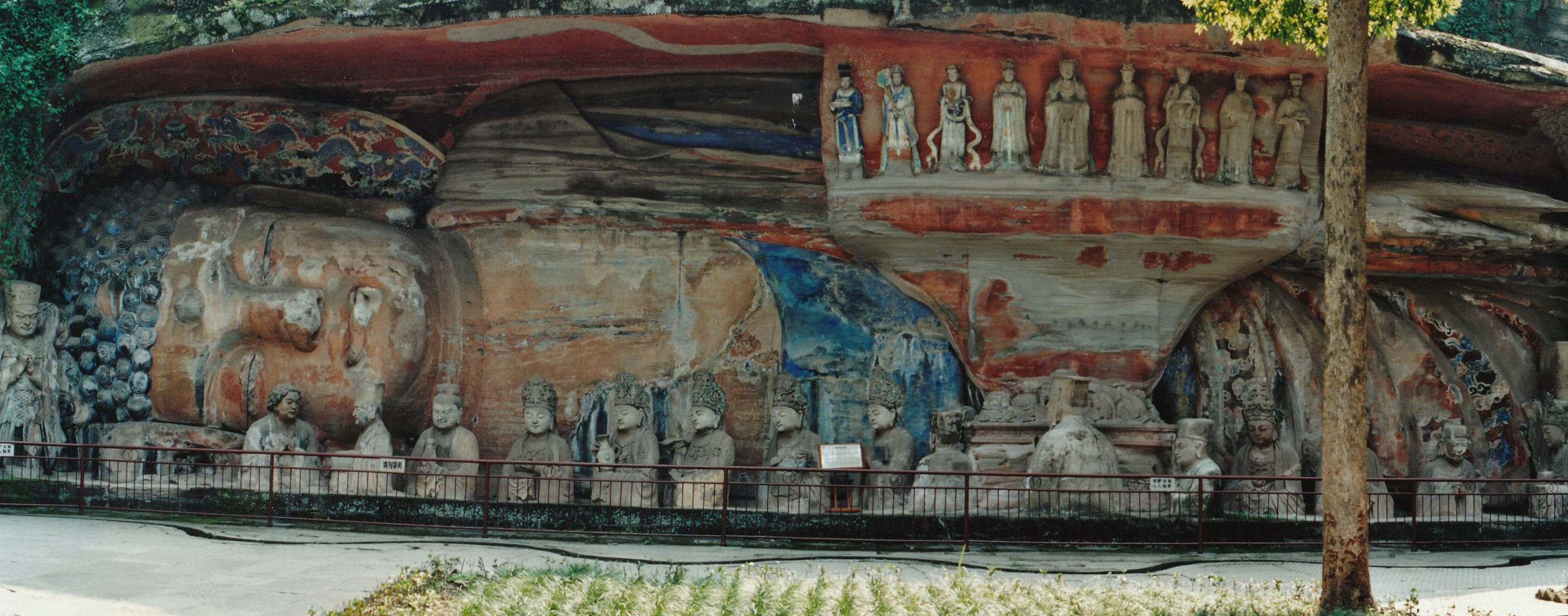
Escultura del Buda reclinat o Buda Sakyamuni a Baoding Shan, Dazu

#### Buda Sakyamuni
Aquesta obra a Dafowan, també anomenada Buda reclinat (大足石刻卧佛) o Parinirvana, és la peça central i la més gran d’aquest complex a Dazu. Amb 31 metres de llarg y 5 d’alt, Buda és representat en el moment d’assolir el Nirvana. Acompanyat per altres 36 estàtues més petites (deixebles, Bodhisattves i altres assistents) que duen robes decorades i porten objectes, Siddharta està recolzat sobre el seu costat dret, deixant únicament visible la part superior del seu cos i la resta sense esculpir, fent que hom que veiés l’obra imaginés la magnificència de Buda en la seva totalitat, quelcom poc comú en la iconografia budista. Trobem un retrat de Zhao Zhifeng a la primera figura que encapçala la fila dels personatges que acompanyen a Buda; aquest es troba mirant a Li Benzum, el líder religiós que va inspirar la creació de Baoding Shan. A sobre de Buda, hi ha una plataforma amb figures del que semblen ser parents, possiblement la seva mare, tieta i muller.
És l’únic bust del Buda reclinat a la Xina.

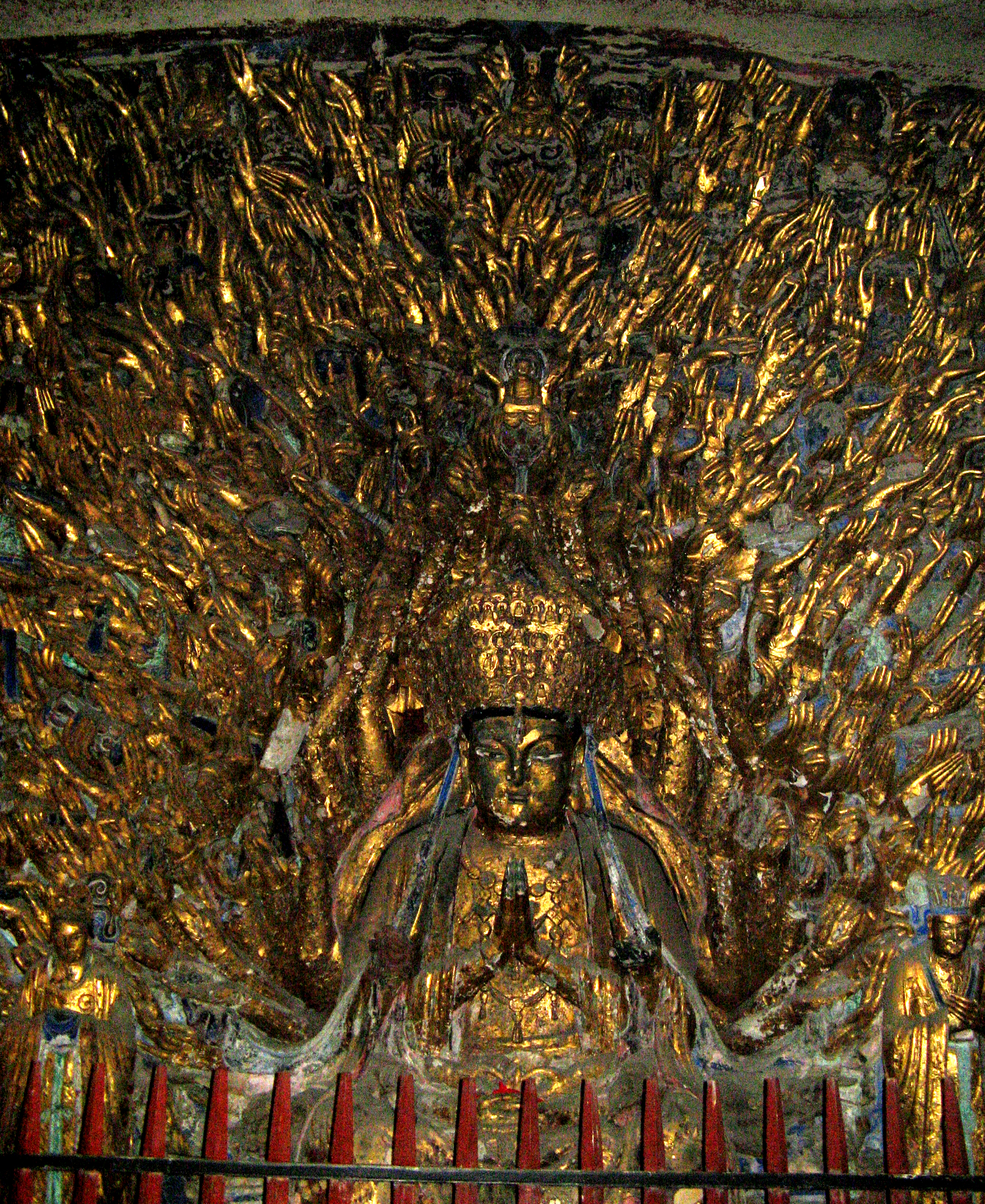
Escultura de Guanyin (Kuan Yin o Avalokitesvara) de les 1000 mans i 1000 ulls a Baoding Shan, Dazu

#### Guanyin de 1000 mans i 1000 ulls
Situada en una petita gruta al costat del Buda Sakyamuni, amb una alçada de 7’7 metres i una aplada de 12’5 metres i comptant en realitat amb un total de 1007 braços entrellaçats que acaben en mans amb ulls als palmells (signe de la saviesa), Guanyin o Avalokitesvara és una talla, que data dels Song del Sud, de la deessa de la misericòrdia que combina escultura, pintura i coure daurat. La majoria de les estàtues de Guanyin a la Xina tenen 2 ulls i 2 mans al front i 20 mans i ulls a cada costat, sent aquesta talla una raresa esplèndida.
La figura de la Guanyin té una llegenda i és que abans que se li concedin les 1000 mans i ulls, ella era una princesa anomenada Miaoshan, la filla més jove del rei MiaoZhuang. Miaoshan era una budista devota i es va convertir en una monja, acte que va enfurismar el seu pare qui va arrasar el temple amb un incendi, assassinant als 500 monges i monjos que hi habitaven. La seva filla va resultar lleument ferida perquè un tigre blanc la va salvar del foc. Aquest acte va enfurismar els deus i com a conseqüència, el rei Miaozhuang va patir 500 infeccions per tot el cos, essent l’única cura un beuratge fet amb la mà i l’ull d’una de les seves filles, que acabà sent Miaoshan. El sacrifici de la princesa va commoure a Sakyamuni i li va atorgar 1000 mans i 1000 ulls.
A la part inferior esquerra del nínxol hi ha una estàtua d'un ancià agenollat que sosté una bossa mentre una mà de la Guanyin li atorga monedes. Al inferior dret trobem un fantasma famèlic que sosté un bol i la deessa li està donant menjar.
La Guanyin a Baoding Shan es considera un dels tresors nacionals de la Xina. A causa de estar a la intempèrie, l'estàtua ha perdut color i molts dels seus braços estan trencants, pel que el govern xinès va patrocinar una restauració al 2011, completada al 2015.

#### Cercle de la Vida
El Cercle o Roda de la Vida és un tema comú a l’art budista que es basa en el concepte del saṃsāra, el cicle de naixement, vida, mort i reencarnació (que és vist en sentit negatiu al budisme), essent aquesta imatge circular una de les formes més usuals d’emfatitzar la naturalesa repetitiva del concepte. En aquesta representació es marca el contrast entre el saṃsāra, el regne del renaixement i la mort figurats dins la roda, i l’alliberament del saṃsāra, suggerit per les figures de fora d'aquesta. Els sectors de la roda defineixen les sis formes de vida en les que els éssers sensibles poden renàixer.

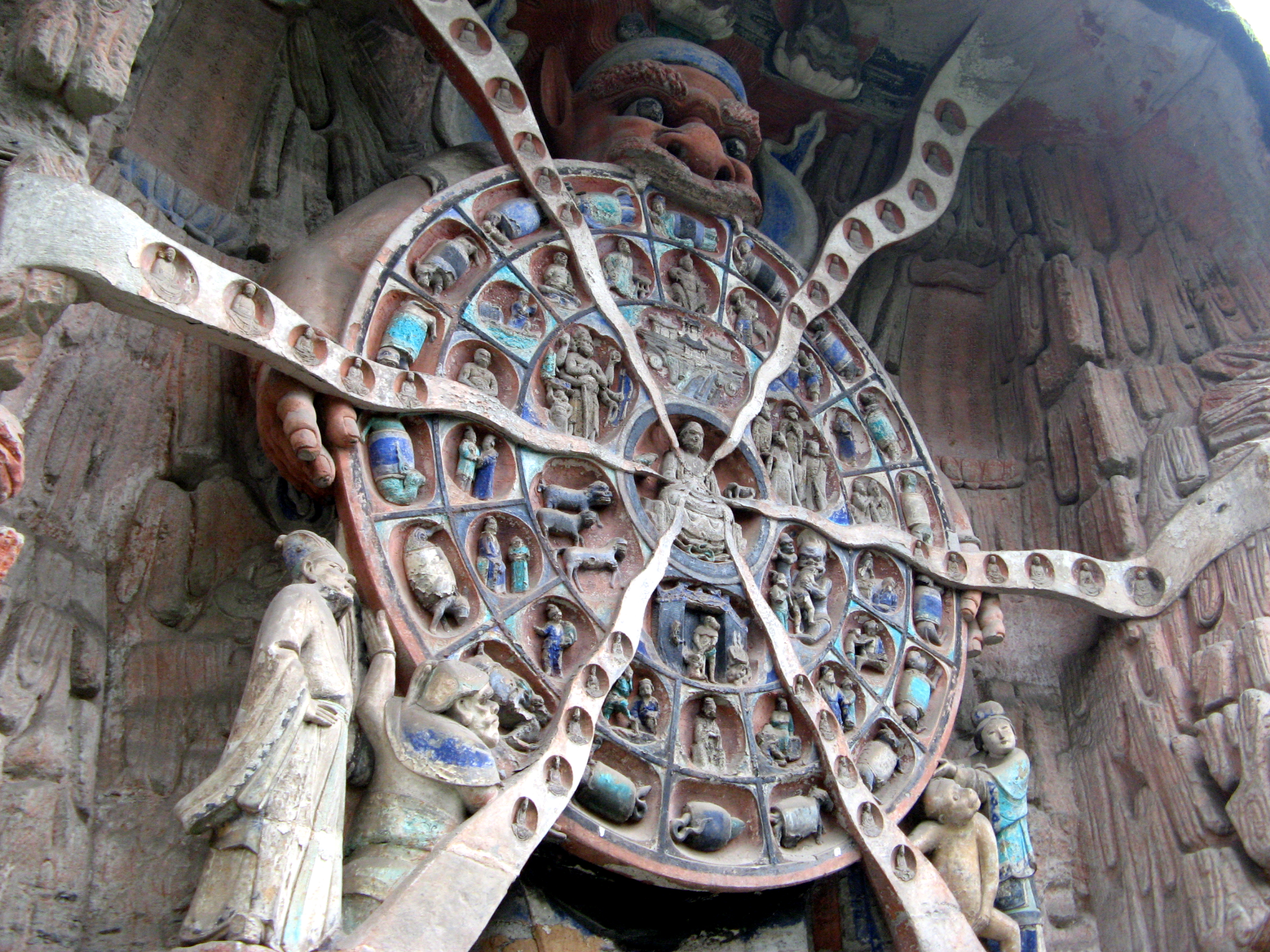
Cercle o Roda de la Vida a Baoding Shan, Dazu

El Cercle de la Vida a Baodingshan es va construir al segle xiii i sembla ser l'oposat arquitectònic de les representacions amb aquesta mateixa temàtica, les quals acostumen a estar ubicades a un corredor accessible just després d'ingressar al temple, decorar la paret lateral d'una cova petita i aïllada o servir com a prefaci d'un mandala tàntric. En canvi, la Roda a Baodingshan és una talla en relleu, de més de 7 metres d'alçada, que està oberta a qualsevol pelegrí que visiti el lloc, situada prop de l'entrada del lloc. El samsāracakra prepara el visitant donant-li coneixements bàsics de moralitat i cosmologia i l'enllesteix per absorbir altres escenes i ensenyaments.
La peça, tallada en pedra i pintada, és una gran roda sostinguda pel deu Yama (senyor de la mort) que es divideix en 6 peces radials i en 3 anells concèntrics creant nínxols. Formen part de l'escena uns personatges laics que toquen la roda a la part inferior i tres Budes que s'alçen per sobre de Yama. L'escena representa el concepte de que el naixement i el renaixement dins un dels plànols o regnes de l'existència és un flux continu representat per un cercle o roda; el que condueix aquest continu és Yama, el jutge que presideix la vida de tots els éssers i decideix en quin regne reneixen. Al centre de la roda es troba el nínxol més important amb una talla de Zhao Zhifeng, el creador de Baodingshan, rodejat per una serp, un porc i un gall, a mode de signatura; aquesta figura també és una mena d’analogia amb el peregrí ja que ambdós estan capacitats per a assolir la salvació. En aquesta interpretació, el camí cap a la transcendència comença al cor del samsāra. Aquests animals representen els verins del budisme: l’odi, la ignorància o la cobdícia i la luxúria; és la capacitat per evitar aquests verins i generar un bon karma la que facilita la mobilitat ascendent d’un regne a un altre, és a dir, ascendir en l'escala de la reencarnació i arribar a la il·luminació.
Hi ha 6 regnes en els que hom pot nàixer representats per les sis divisions del primer anell, de major a menor són: deus, asures, humans, animals, fantasmes famèlics i éssers infernals. La fi última del budisme i de la reencarnació és assolir aquells regnes superiors, més propers a Buda. El nínxol central i el primer anell segueixen les representacions comúns del tema, allò més llunyà al centre és el que canvia depenent de la secta budista. Les 18 imatges centrals ressalten el dolor dels éssers humans; són difícils de distingir ja que l’anell ha experimentat degradació i erosió al llarg del temps, però es pot crear una narrativa general que explica el patiment que experimenta la raça humana. Les 18 imatges exteriors són quasi iguals entre sí, diferenciades únicament pels colors i petits detalls, i expliquen una metamorfosis d’animal a humà o a la inversa. Les figures de fora de la roda també s'uneixen a la narrativa i simbolitzen altres ensenyaments del budisme: dues parelles que giren la roda i que personifquen la cobdícia i la luxúria ens expliquen que si bé es Yama qui fa moure el cercle del naixement i renaixement, són els desitjos verinosos els que causen patiment a la humanitat, essent la lliçó apartar-se d'aquests per assolir la felicitat. Els tres Budes sobre Yama, asseguts i mostrant diferents mudres, donen esperança i impliquen una sortida d’aquest cicle llarg i tortuós, sent l'escapatòria el nirvana o il·luminació, fi que tan sols s'aconsegueix a través del pas pels diferents regnes i seguint sempre els ensenyaments de Buda.

#### Inferns budistes

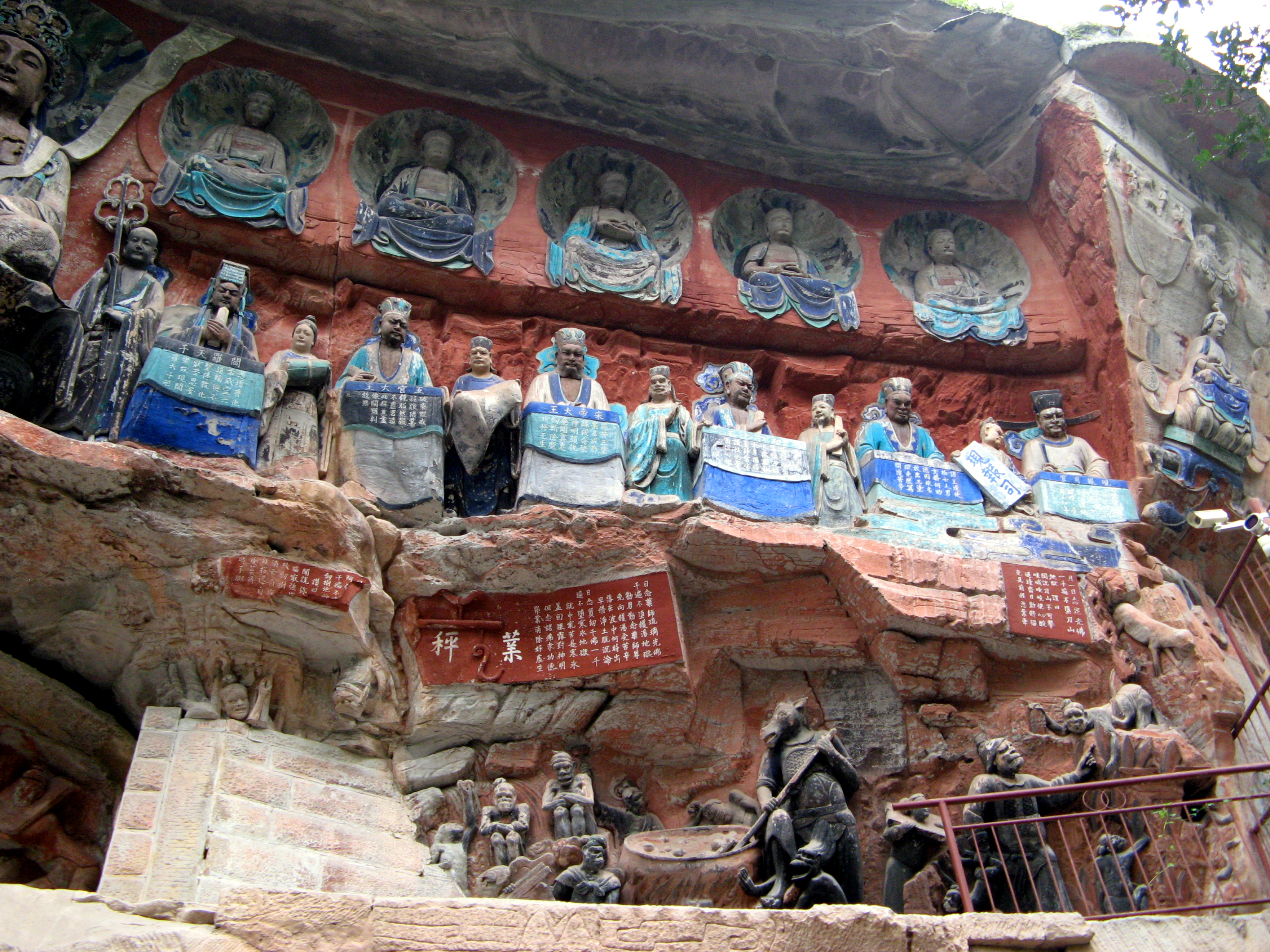
Talles dels 18 inferns budistes i els 10 reis a Baoding Shan, Dazu

Aquesta escena, amb una mida monumental (14 metres d’alt per 20 d’ample) només superada pel Buda Sakyamuni, va ser encarregada per Zhao Zhifeng amb l’objectiu de crear una descripció molt detallada dels inferns juntament amb els diversos càstigs que hom patiria pels pecats comesos. Durant el segle x, el tema de l'infern es va tornar molt popular entre la gent de fe budista; la literatura i els manuscrits n’eren plens i, de fet, l'escena a Baoding Shan es basa en un manuscrit de Dunhuang. Els artistes varen emprar les seves pròpies interpretacions d'aquests textos juntament amb les instruccions de Zhifeng per crear la peça.
L'escena es divideix en dues àrees separades: la primera consta de diversos personatges asseguts elegantment vestits (acord amb el seu poder) a la part superior que representen els administradors de l’infern i que són els 10 reis que serveixen com l'emanació de Buda i poden decidí sobre el destí del difunt; no són els que decideixen si el difunt pertany o no a l'infern, però sí que determinen quin dels 18 inferns han de patir. Les inscripcions enfront d’aquests personatges els identifiquen pels noms i expliquen un ensenyament. Enmig d'aquests reis trobem el Bodhisattva Dizang, qui ofereix a tots els pecadors un indici d'esperança perquè ell és l'únic que pot intercedir i evitar que pateixin una sort terrible.
La segona àrea se situa sota dels reis i és un retrat dels 18 inferns. Els artistes van prendre la informació sobre aquests inferns dels textos i van fer tot el possible per mostrar aquesta horrible naturalesa en les talles. Un dels inferns més cruels és el del Calder Bullint en què els pecadors bullen en un gran recipient. Un híbrid amb cap de cavall remena el contingut del calder, un altre alimenta el foc amb una manxa i un tercer sembla estar agafant a un pecador pels cabells. Altres inferns que es mostren són: l'Infern de l’Espasa del Bosc, l'Infern de la Roda de Ferro, l'Infern de les Tenebres, etc. Al costat de cada infern hi ha textos que relaten fets que conduirien a aquell infern i mesures que es podrien prendre per evitar els càstigs. Per exemple, aquells que trenquen el precepte vegetarià, patirien L'Infern de la Roda de Ferro.
La funció d'aquesta escena és educar i espantar els espectadors, ja que inclou una narrativa detallada juntament amb moltes inscripcions explicatives que, si es comprenen les iconografies bàsiques, es pot aprendre molt sobre els ensenyaments presents. De la mateixa manera, les talles dels inferns van ser creades d'una manera molt espantosa i amb un repertori dels pitjors sofriments possibles per horroritzar els espectadors. L'esperança i l'ensenyament que pretenen aquestes talles és que mantinguin a les persones en el camí budista i s'allunyin del pecat per por a l'exili a un d'aquests inferns.

#### Els Nou Reis Esperits
Datats del segle XII fins ca. 1220 dC, aquests esperits protectors semi-humans constitueixen el grup nº 2 a Dafowan i es conceben com un conjunt de protectors que controlen els Dotze Esperits del Zodíac. Van vestits amb diverses robes militars, fan gestos marcials o bel·ligerants i branden algun tipus d’arma.
Aquests personatges són relativament rars dins del panteó budista i no es troben altres grups comparables a cap altre lloc de la Xina (només un exemplar molt semblant al Temple de Mingshan), cosa que dificulta la identificació del conjunt. Entre les fonts escrites, trobem dos de possibles, però cap d’elles no proporciona masses detalls:

Es menciona un grup de nou esperits a la Guanding baijie shenwang hushen zhou jing (Abhiseka de Cent Reis Esperits contractats que protegeixen el cos Sutra Daharani), una escriptura budista esotèrica d’origen incert. Consta de diverses llistes de noms d’esperits protectors, entre els quals trobem un grup d’aquest tipus de “nou reis esperits”. El passatge en qüestió diu el següent:
Buda es va adreçar al déu Indra dient: "Hi ha cent reis esperits que ara habiten al cim del mont Meru. Amb el meu majestuós poder espiritual els convocaré aquí. Quan estiguin davant meu, ordenaré als reis esperits que protegeixin tothom. No se'ls ha de manar amb duresa, [però per] lligar-los [a un mateix], anomena clarament els seus noms personals. Llavors, tots aquests reis esperits estaran constantment a la vostra esquerra i dreta per protegir-vos."
El déu Indra va dir: "Com es diuen?"
Buda va respondre: "[El primer es diu] Yilimenti, i el seu nom personal és Virtut sense obstrucció. [El segon es diu] Niwuchuzhe, i el seu nom personal es Rebutjarse a un mateix amb grandesa. [El tercer es diu] Boluonatou, i el seu el nom és Cavaller en calma i pau. [El quart es diu] Wuhezhelou, i el seu nom personal és Tornar a la veritable transformació. [El cinquè es diu] Saduoboluo i el seu nom personal és Cercar per abandonar el perill. [El sisè es diu] Ximahetou, i el seu nom personal és Il·luminació radiant i brillant. [El setè es diu] Tianluomouju, i el seu nom personal és Proclamar les paraules de la doctrina. [El vuitè es diu] Aluohouju i el seu nom personal és Arribar a la Il·luminació. [El novè es diu] Naluonayi i el seu nom personal és D’acord amb altres. Aquests nou reis esperits amb els seus majestuosos poders espirituals us protegiran i eliminaran el mal i aniquilaran totes les vexacions. Els dimonis i els esperits excessius no podran fer res."
Tot i això, el principal problema d’aquest grup és que pràcticament no hi ha evidències de que les escriptures que fan referència a aquests personatges hagin jugat mai cap paper significatiu al budisme xinès.

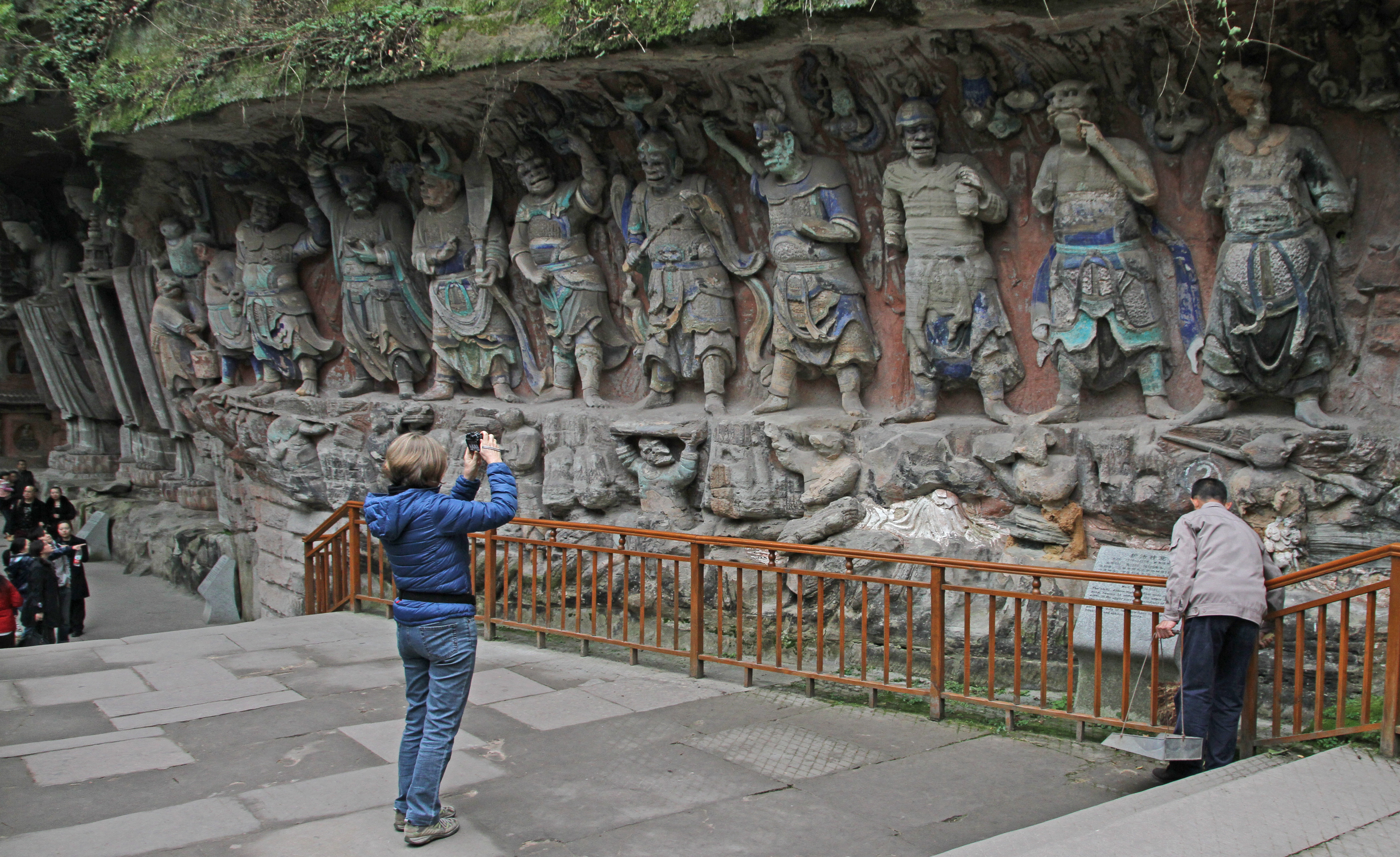
Escultures dels Nou Reis Esperits a Boading Shan, Dazu

La segona font en referència als Nou Protectors prové del capítol Gandavyuha de la versió llarga de la Sutra Avatarsaka. Aquí trobem una llista de catorze esperits i nou reis no humans, tots ells protectors del dharma. Els Nou Reis Esperits són:
1. Gran Rei Drac
2. Rei Yaksa
3. Rei Gandharva
4. Rei Kumbhanda
5. Rei Garuda
6. Rei Asura
7. Rei Mahoraga
8. Gran Rei Celestial
9. Rei Brahma

Se sap que el Sutra Avatarnsaka va ocupar una posició central en el budisme de Sichuan durant la dinastia Song, com es demostra àmpliament en els nombrosos grups escultòrics que il·lustren escenes d'aquest text. Si aquest suggeriment és correcte, indicaria que durant la dinastia Song aquest "nou" grup d'esperits va ser elevat sobtadament a l'estatus de protectors principals, un rol tant destacat que els personatges es van incloure entre les escultures de l’important complex budista de Dazu.
Al costat del grup dels Nou Reis Esperits, hi ha una figura amb un parer demoníac que representa el que només pot ser un Rei Drac, una extensió d’un ésser que ha assolit la il·luminació. Aquest concepte, conegut habitualment com el benzun, és un terme iconogràfic bastant familiar en les talles de la dinastia Song a Sichuan, essent un exemple el que trobem a Baoding Shan. Tot i que la relació entre la talla del Rei Drac i la dels Nou Reis Esperits no és clara, és bastant obvi que compleixen el mateix paper com a guardians del santuari.

### Nan Shan
Situada a 2 km al sud de Longgang, amb una altitud de 514 metres, Nan Shan era anteriorment anomenada Muntanya Guanghua. Les grutes varen ser tallades entre 1131 y 1162 en un penya-segat de 86 metres de llarg, amb una alçada d’entre 3’5 i 10’2 metres. Les talles de les roques de Nan Shan mostren una representació quasi completa del panteó budista i, a diferència d'altres complexos, es va seguir una temàtica taoista on s'aprecia en tota la seva extensió l'elegància i desenvolupament de l'escultura d’aquesta influencia temàtica. En total, hi ha 15 grutes amb 421 estàtues, les quals reflecteixen vívidament el procés de canvi de creences que va tenir lloc al segle XII.

### Shizhuan Shan
Localitzades als pobles de Fohui i Sanqu, a 20 km del districte de Dazu, les estàtues foren realitzades durant els anys 1082-1090 i distribuïdes amb una extensió de 130 metres i una amplada de 8. És el primer complex tallat en roca que combina el confucianisme, el budisme i el taoisme. Hi ha 10 grutes essent la més famosa la número 6 on es troba una estàtua de Confuci amb els seus 10 millors deixebles, un fet estrany en el format de talla muraria a la Xina.

### Shimen Shan
A 20 km a l'est de Longgang i a 375 metres d’alçada, les talles de Shimen Shan, esculpides en un penya-segat de 71’8 metres de llarg i d’entre 3’4 a 5 metres d’alçada i repartides en un total de 16 grutes, foren fetes en un període comprés entre 1094 i 1151. La temàtica principal de les representacions son histories de personatges del budisme i del taoisme, essent les darreres talles la part més artística, amb expressions vives i que mostra l’habilitat de l'escultura en roca xinesa.

## Galeria d'imatges

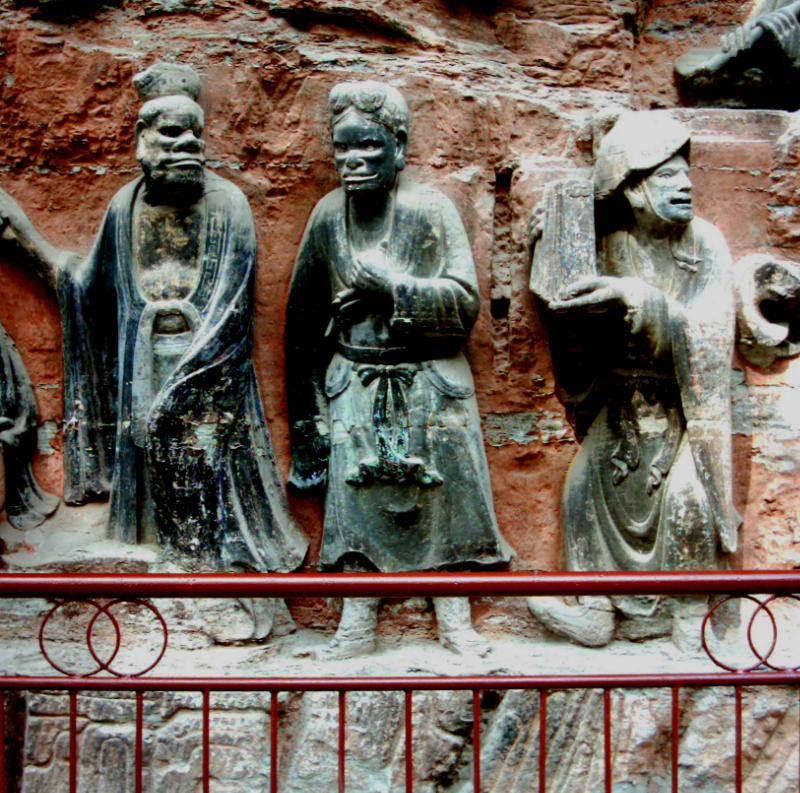
Escultures rupestres de Dazu.
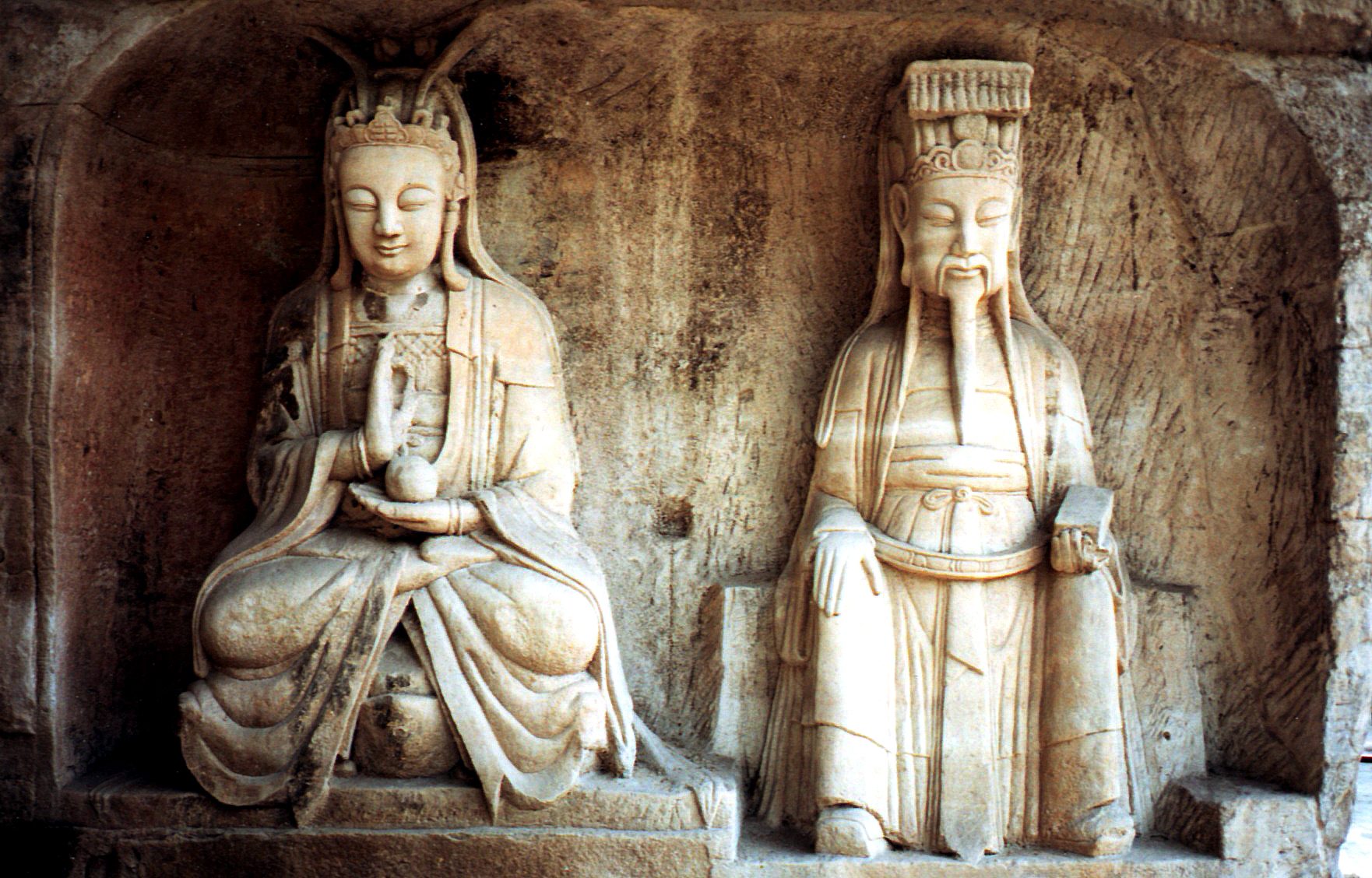
Escultures rupestres de Dazu.
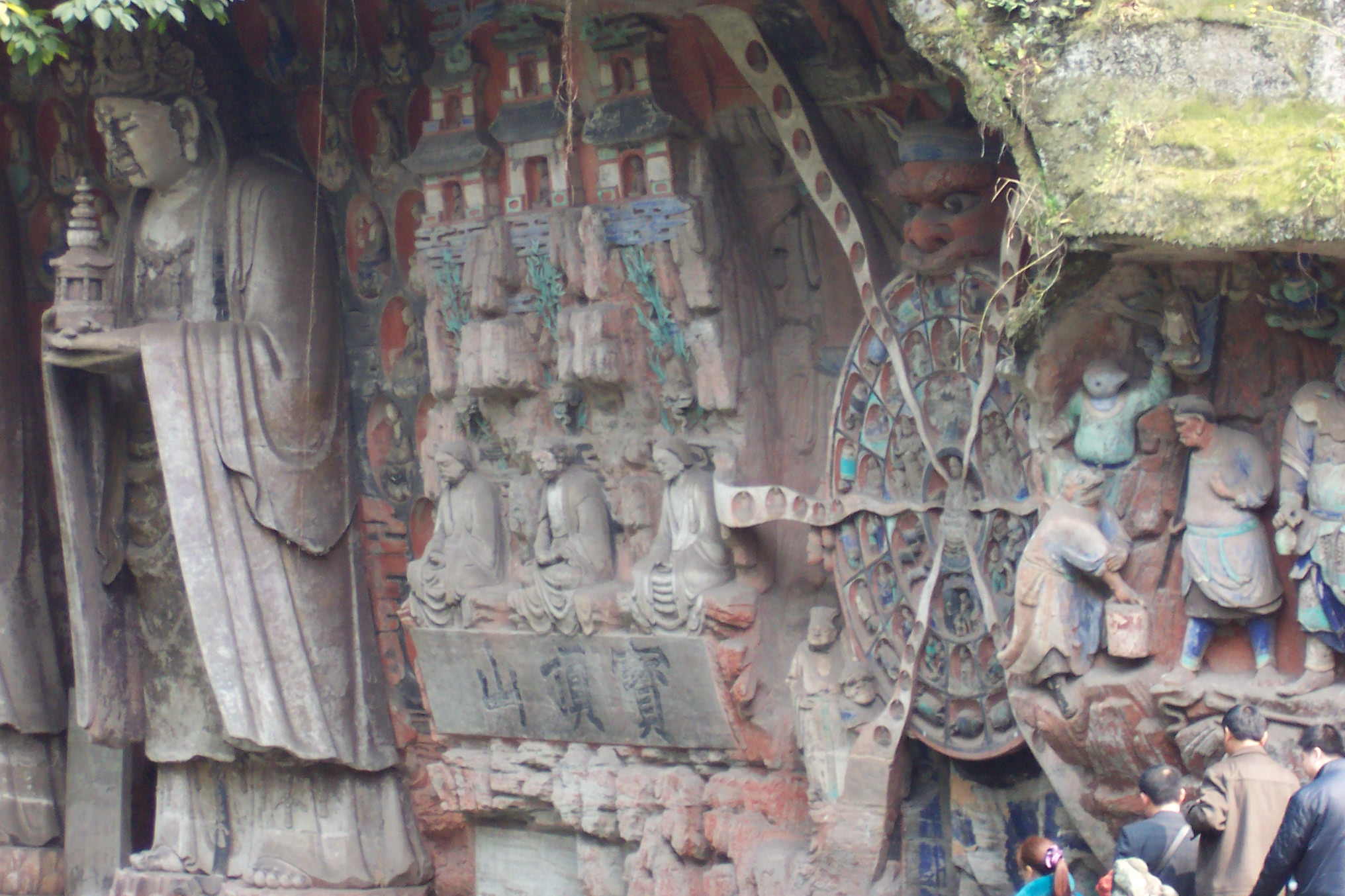
Budes a la Muntanya Bao Ding .
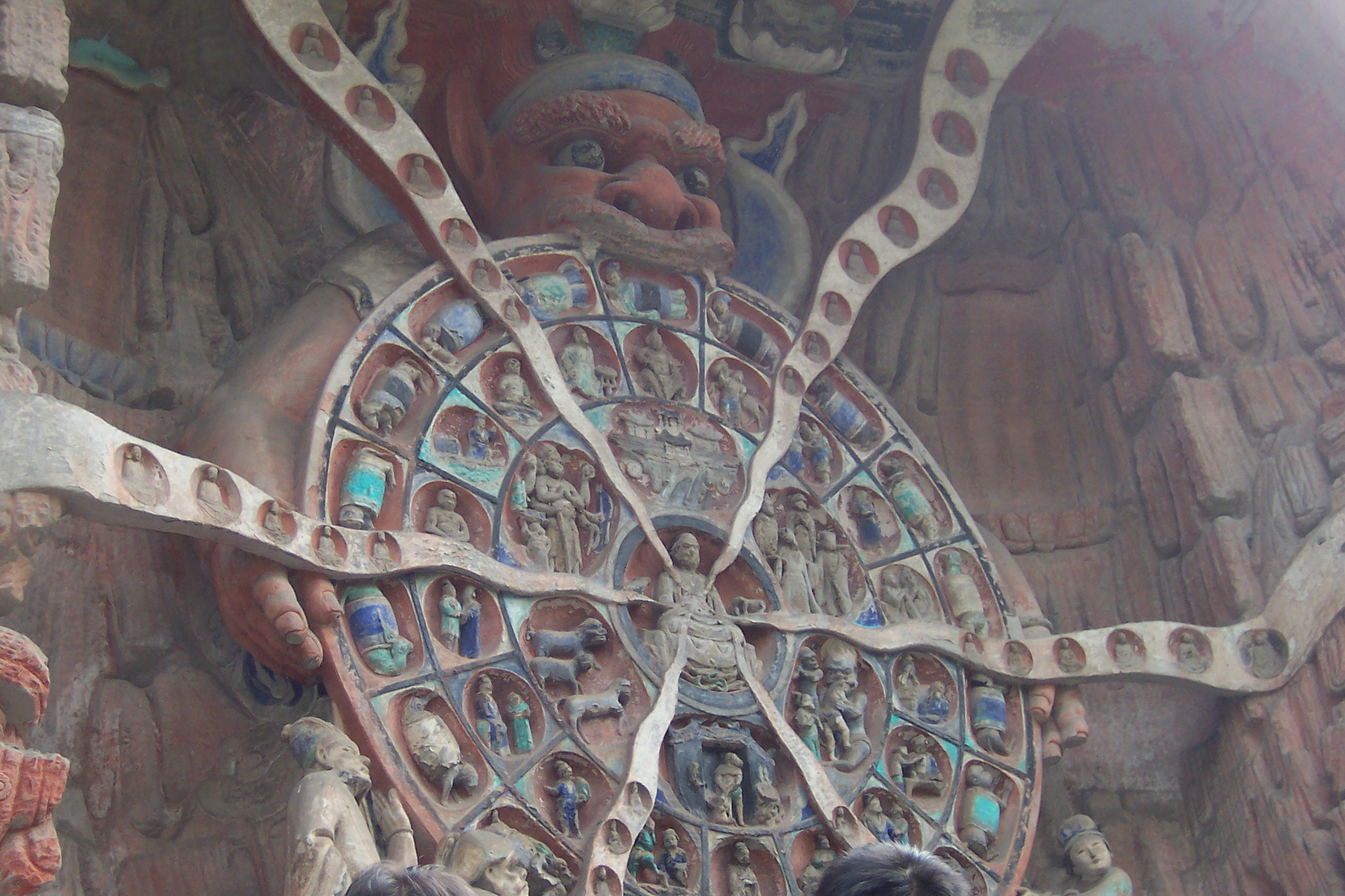
Cercle de vida.
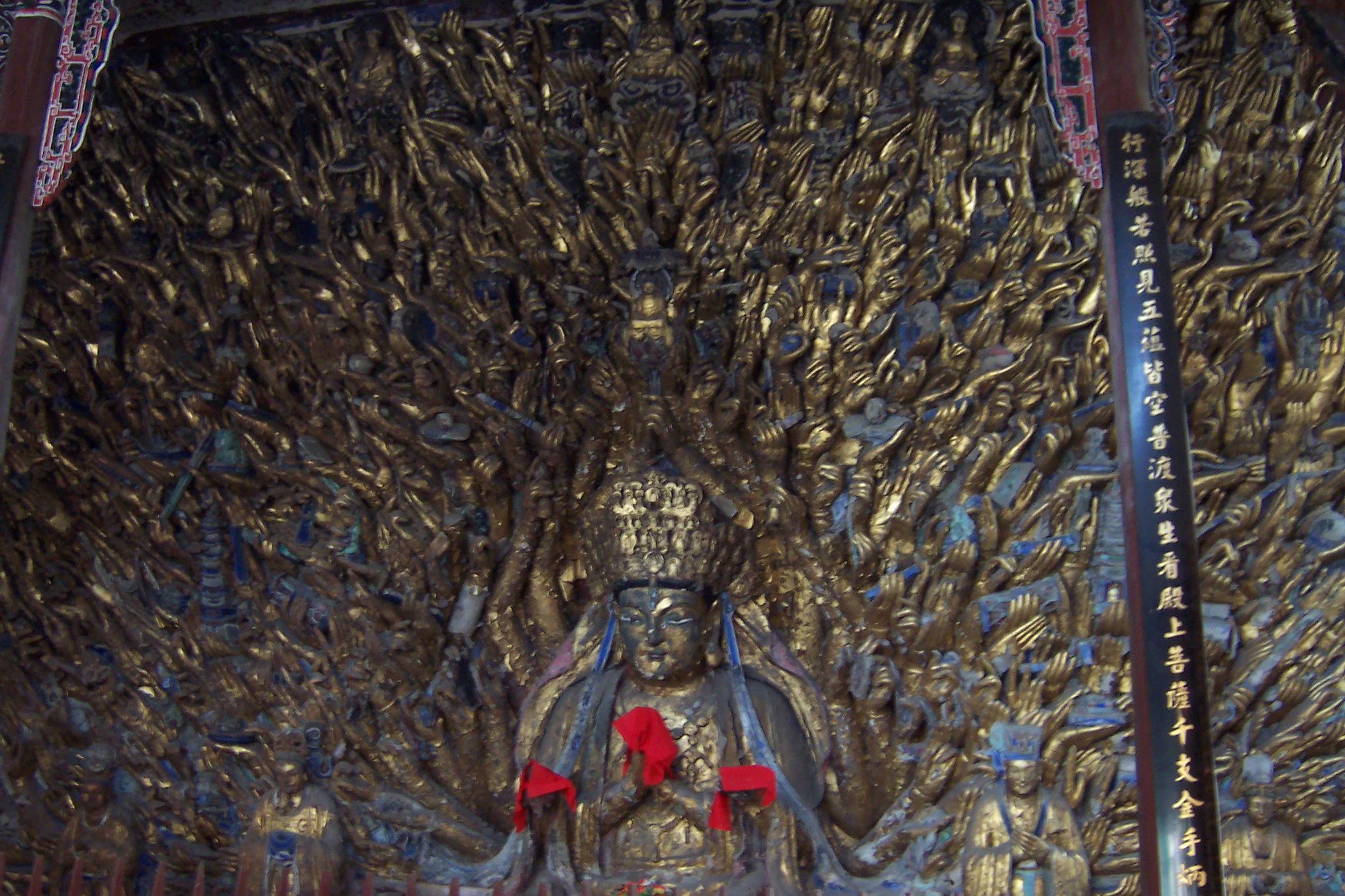
Buda de les mans dorades
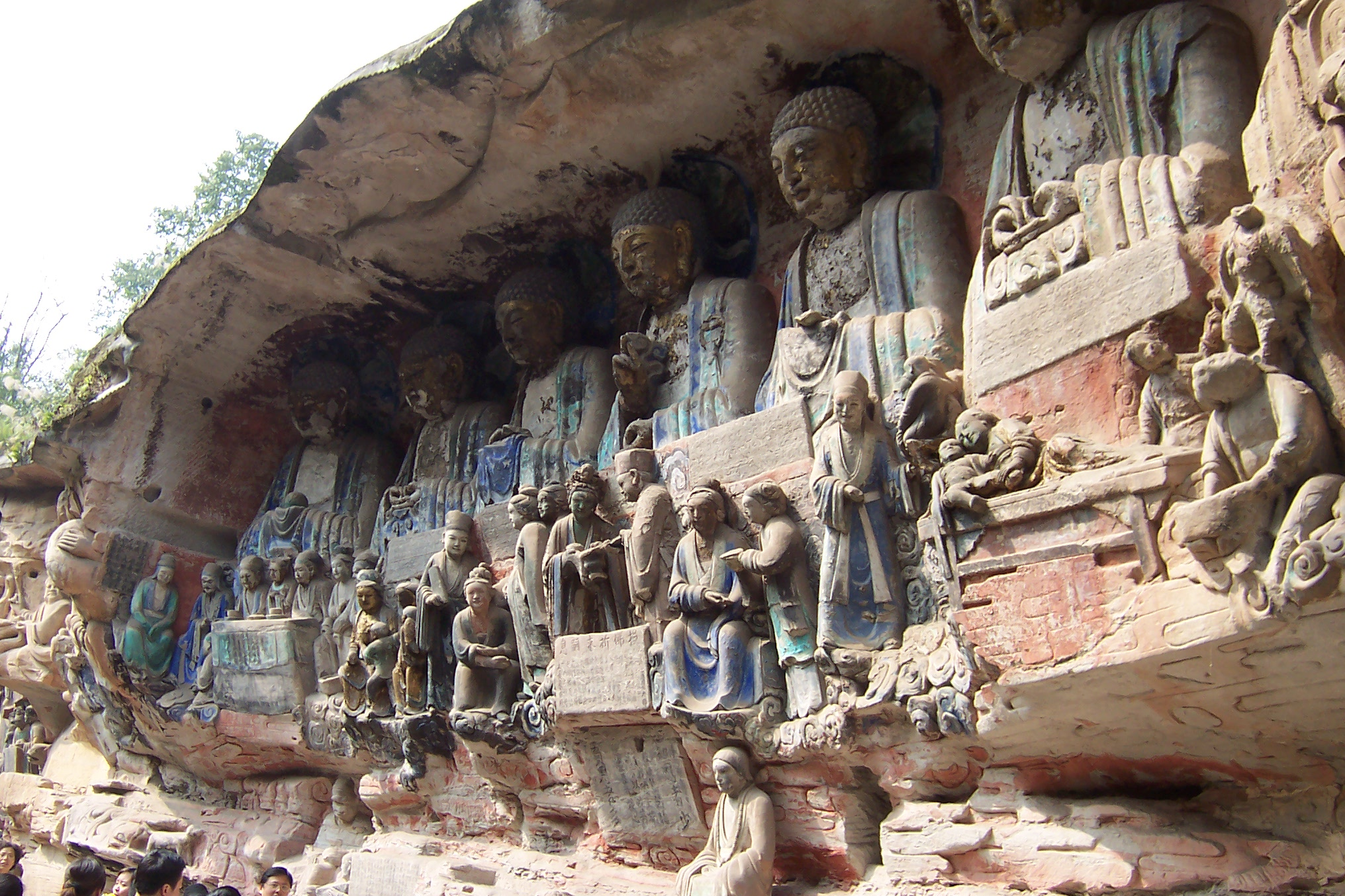
Budes.
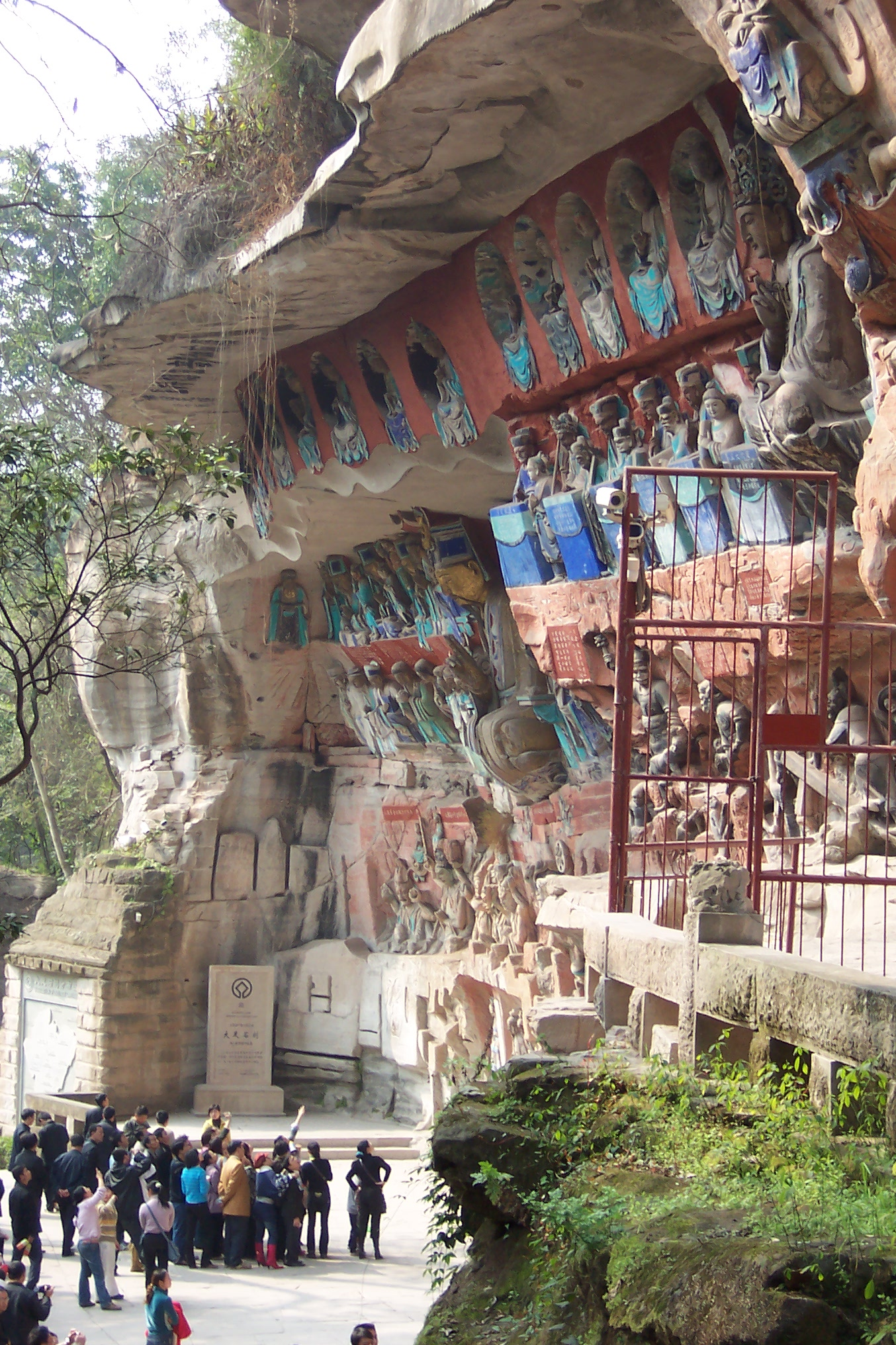
Bao Ding Mountain 18 capes de l'infern
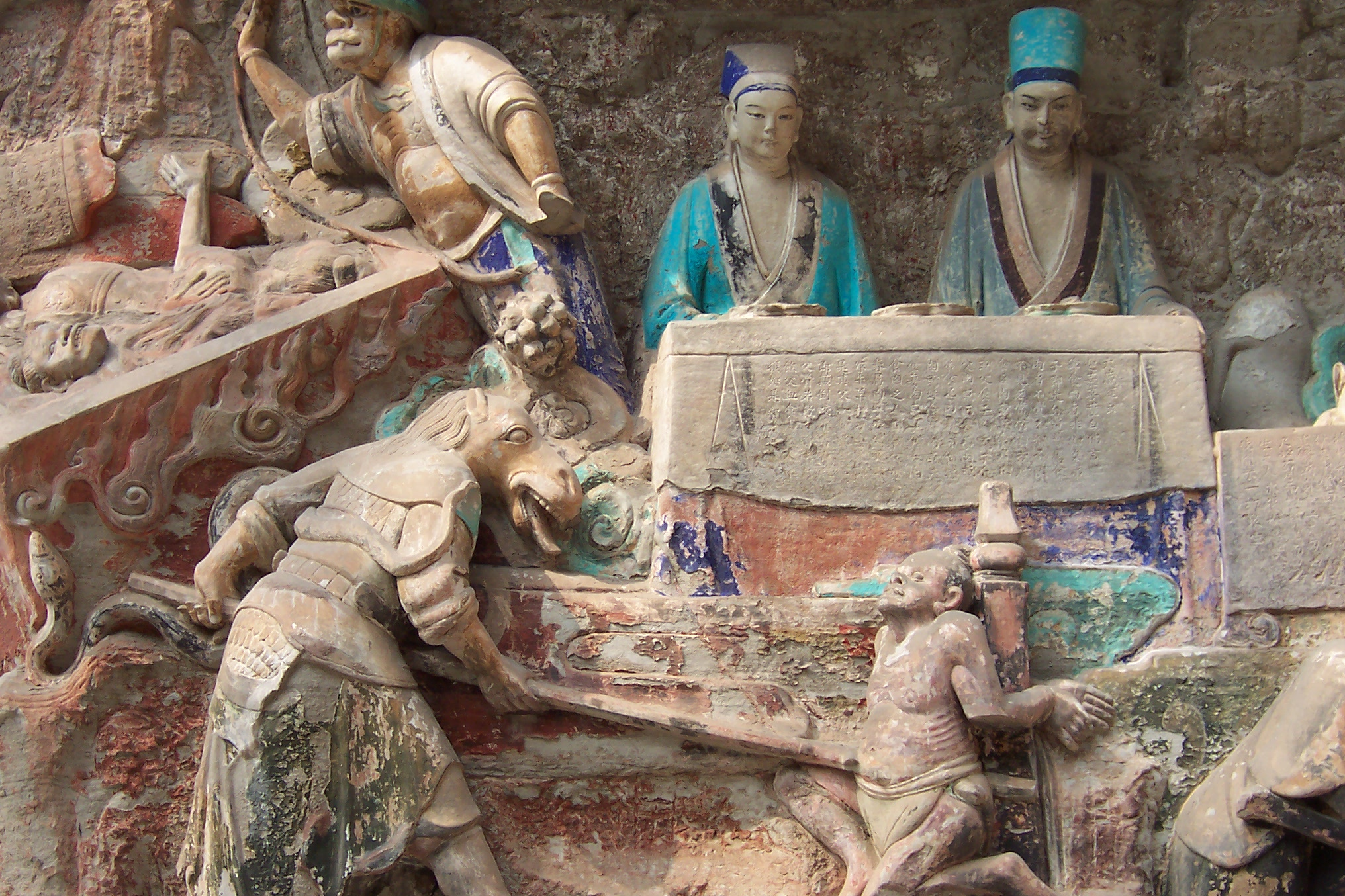
Governants de l'infern.
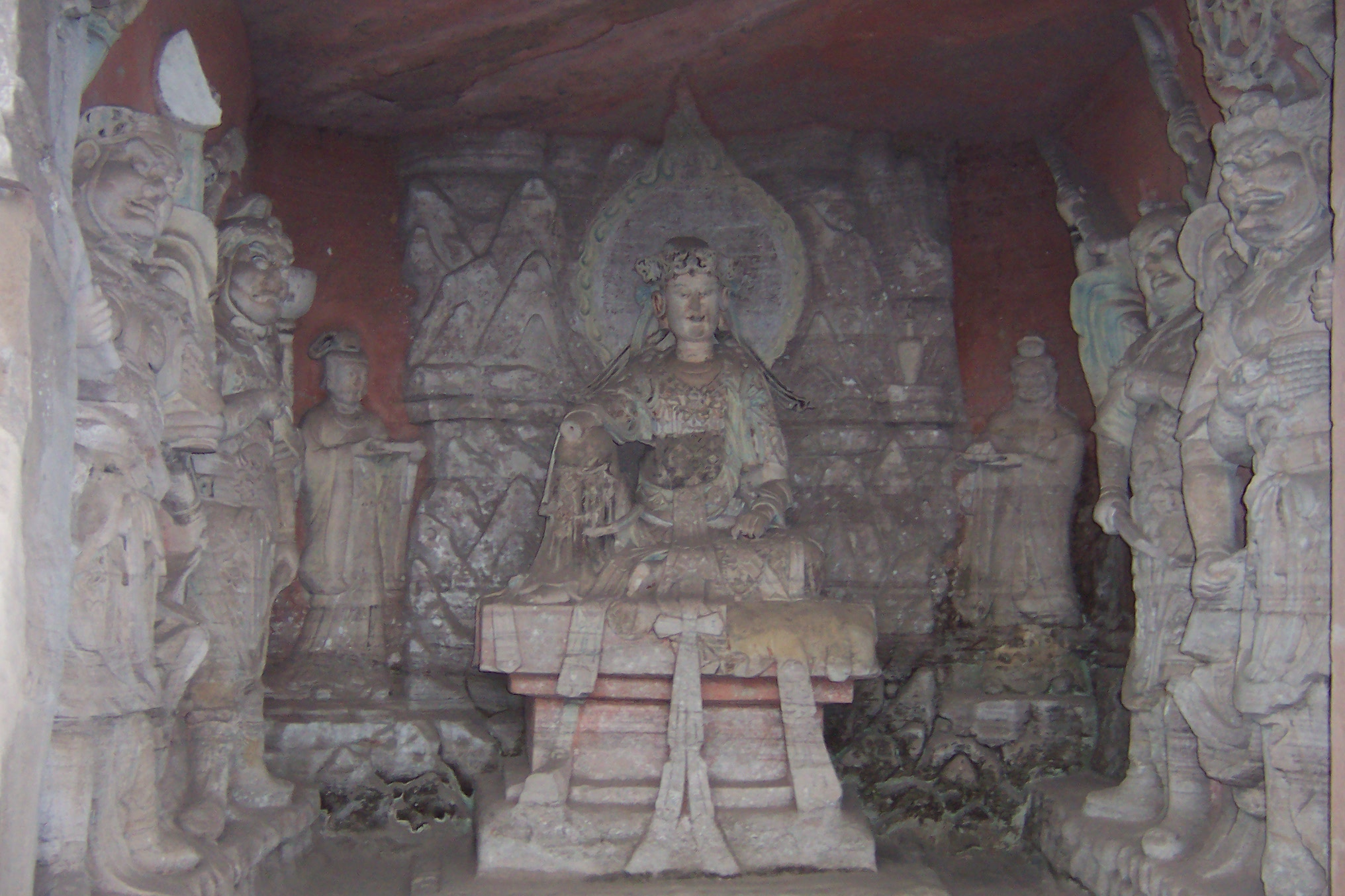
Beishan Guan Yin Bodhisattva.
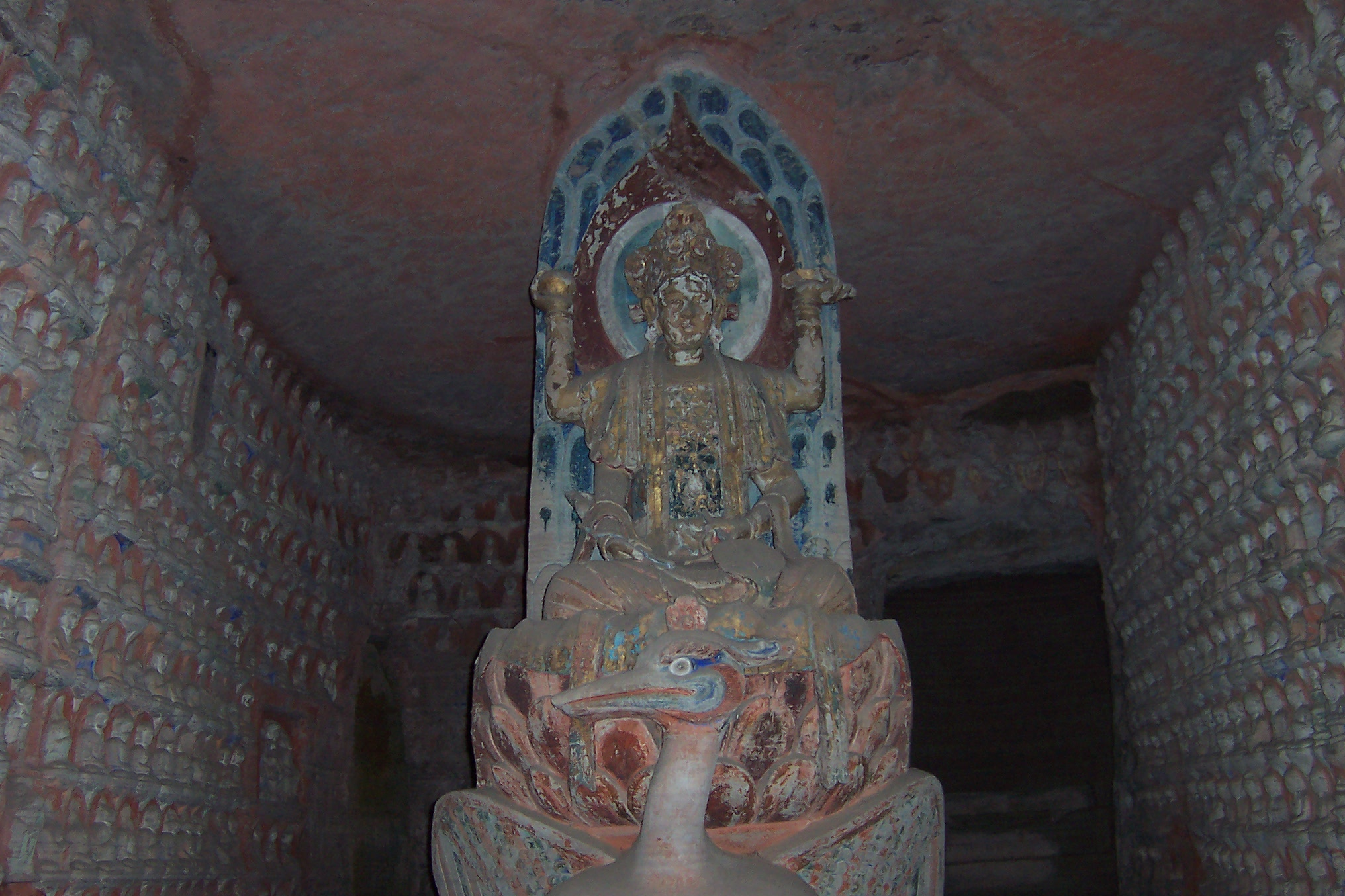
Beishan Mahamayuri Bodhisattva.
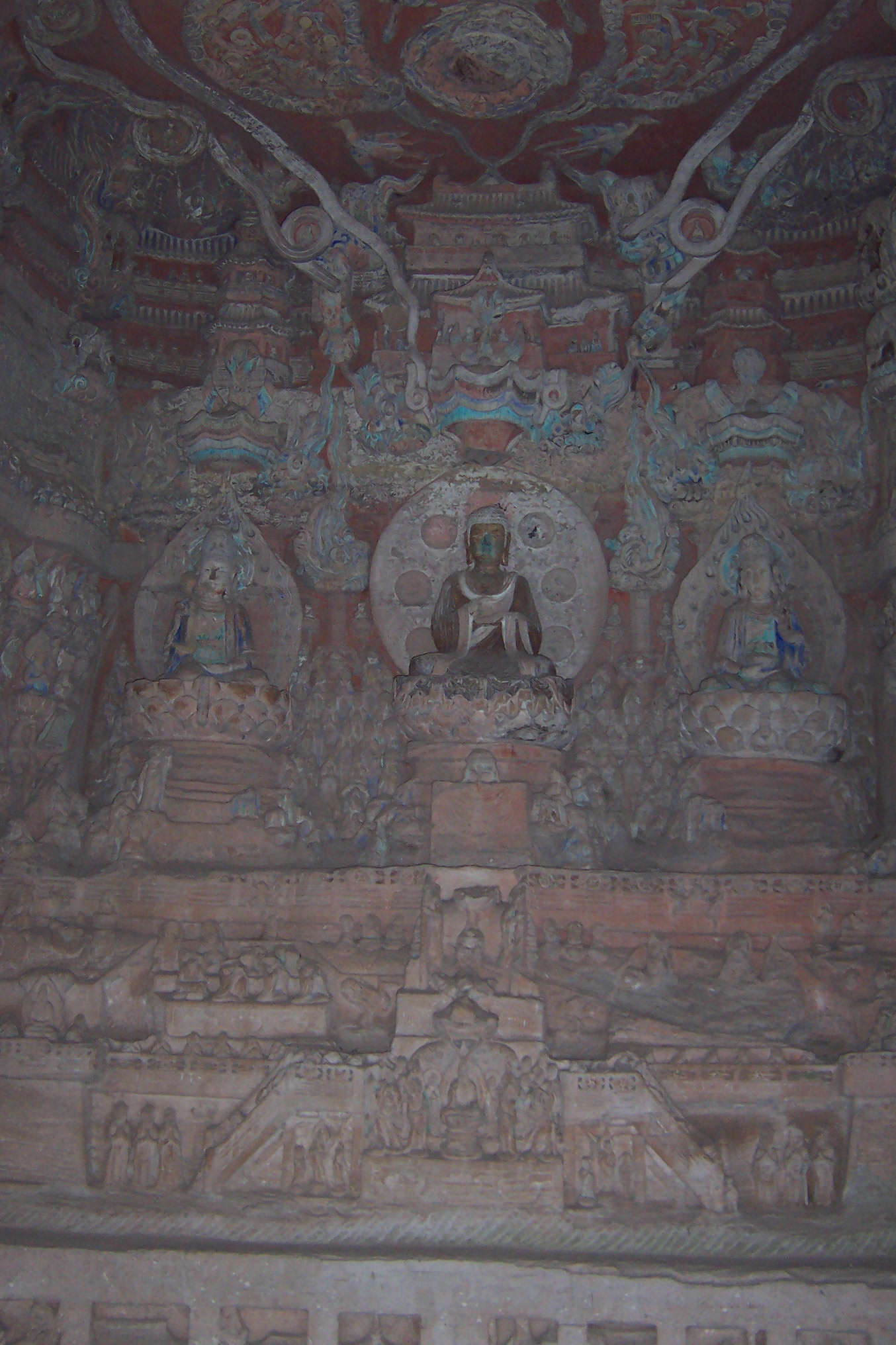
Detall dels Budes.
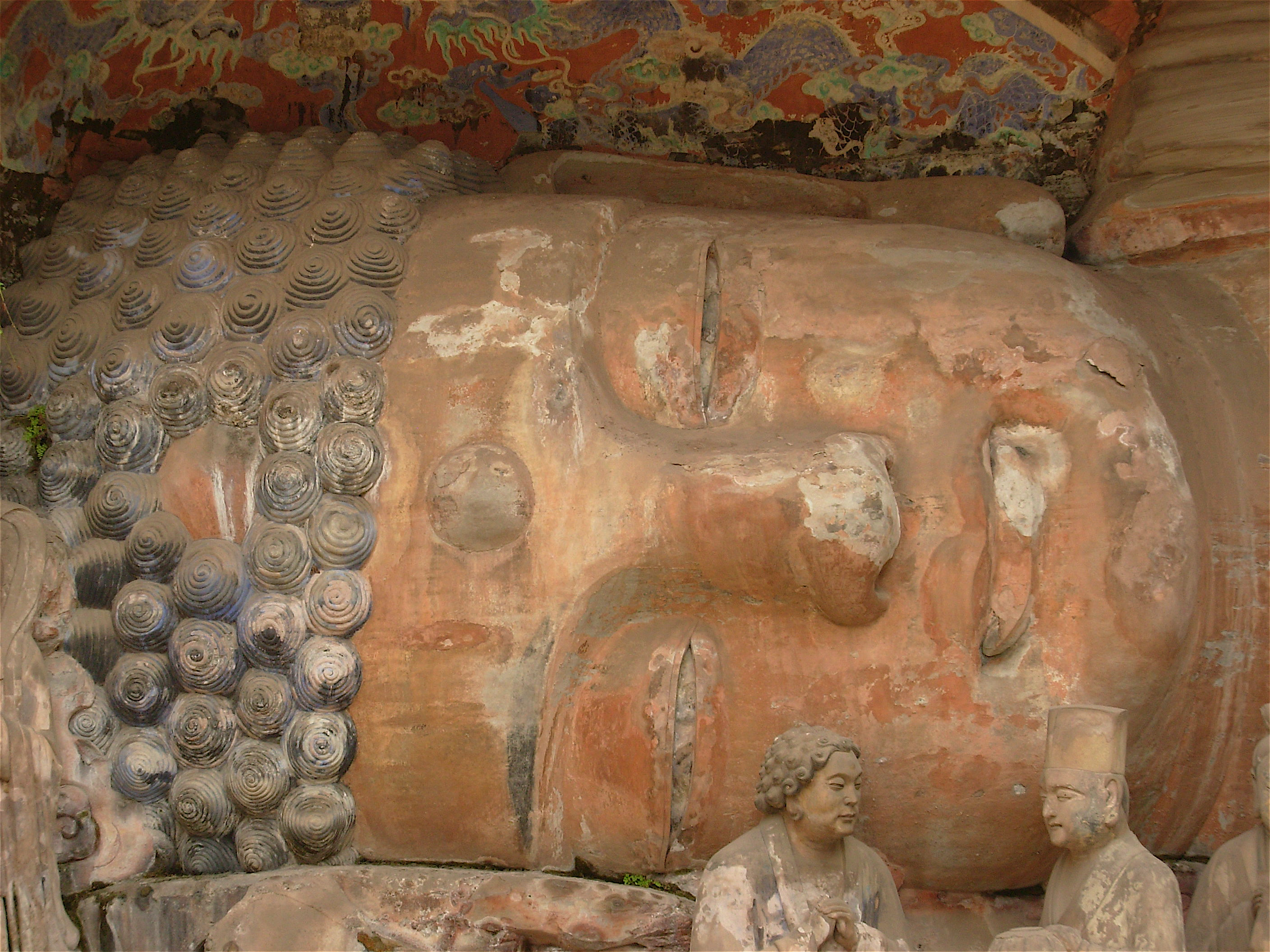
Introducció al Nirvana.
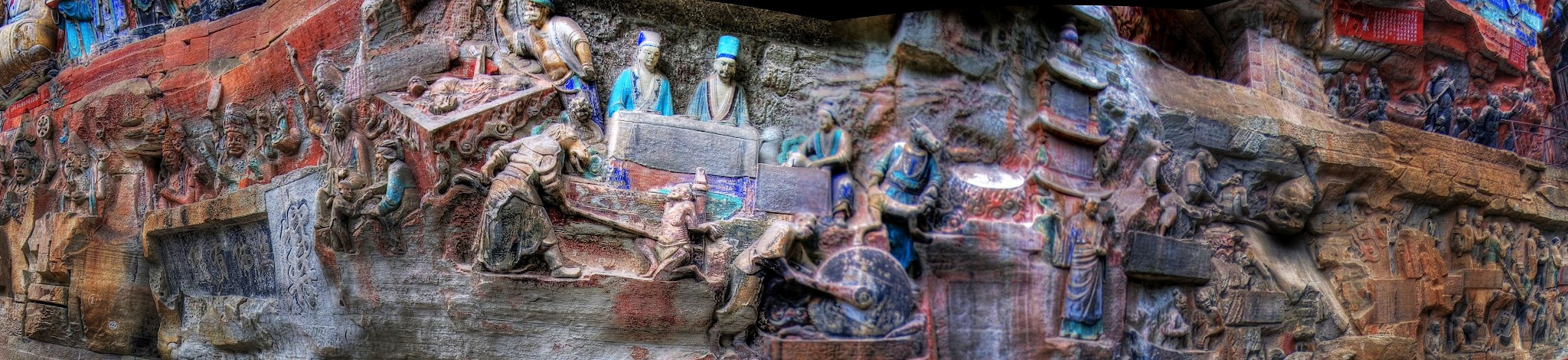
Gravats rupestres
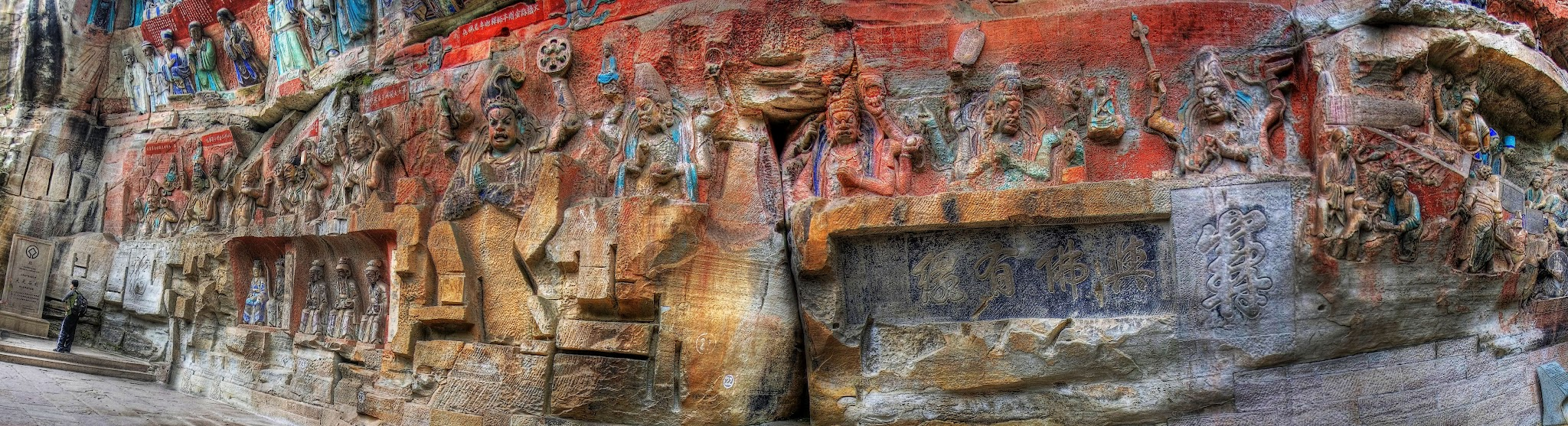
Gravats rupestres 2
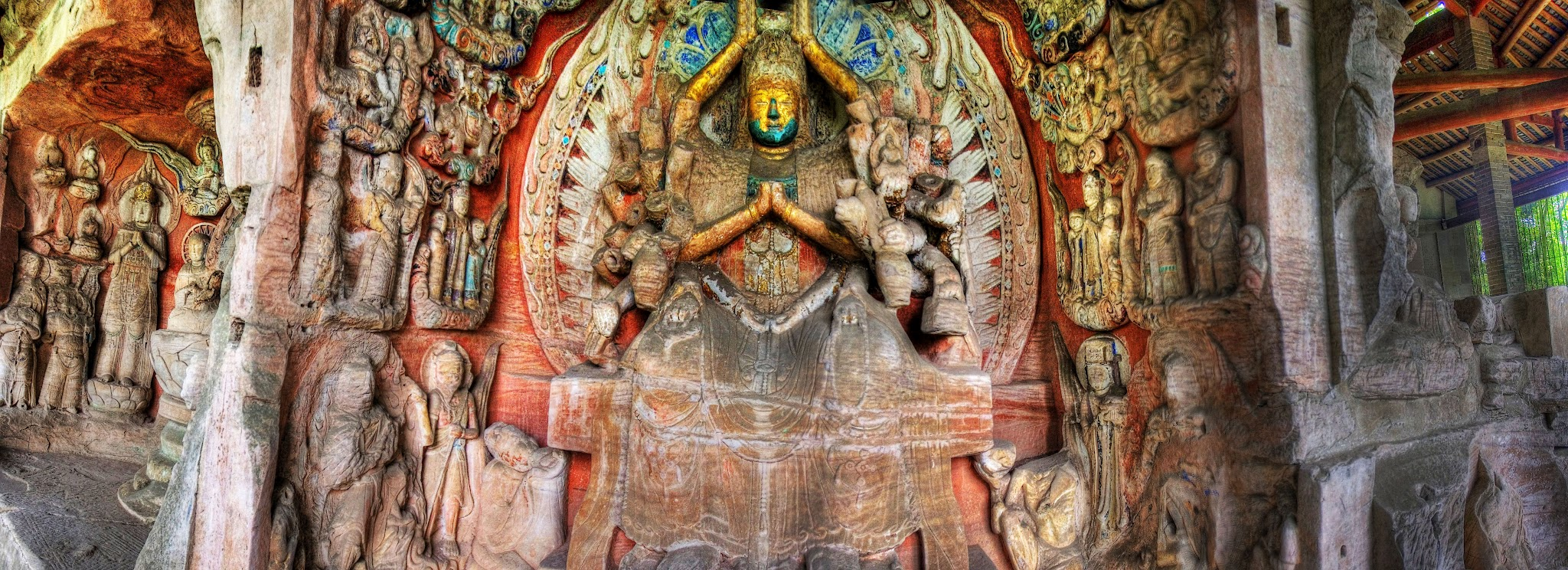
Gravats rupestres 3